# Içana
Içana je rijeka u Južnoj Americi. Izvire u Kolumbiji, manjim dijelom čini granicu između Kolumbije i Brazila, te u Brazilu utječe u Rio Negro kao desna pritoka. Pripada porječju Amazone.